# Josep Valls i Royo
Josep Valls i Royo (Barcelona, 1904 - Le Havre, França, 1999), compositor i violoncel·lista.
Inicià els seus estudis musicals a l'Orfeó Català amb Joan Salvat, on ingressà com a cantaire. Posteriorment cursà estudis de violoncel a l'Escola Municipal de Música, on comptà amb professors com Enric Morera i Viura, Lluís Millet i Pagès i Josep Soler i Ventura. El 1924 es traslladà a París per defugir el servei militar i allà continuà els estudis de composició a la Schola Cantorum amb Vincent d'Indy i més tard amb Albert Roussel. Mentrestant es guanyà la vida com a violoncel·lista. El seu amic Josep Carner, cònsol a Le Havre, li oferí el càrrec de vicecònsol. El 1934 es casà amb Pâquerette Delille [Marguerite Delille Lebourhis] i el 1937, durant l'audició del seu Concert per a quartet de corda i orquestra, a París, conegué a Robert Gerhard. Quan esclatà la Guerra Civil tornà a Catalunya per a lluitar al costat dels republicans. El 1939 fugí de l'avançada nacional camí a França i restà al camp d'Argelers i posteriorment al camp del Barcarès. Finalment retornà a Le Havre, on residí i es dedicà a la composició musical.
El 1939, durant el Festival de Música Contemporània celebrat a Varsòvia, s'interpretà la seva Simfonia dedicada a la memòria de Juli Garreta.
El fons personal de Josep Valls es conserva a la Biblioteca de Catalunya.

## Obra

### Partitures
- Cant d'una presència, per a baríton i orquestra (1957), lletra de J. Carner.
- Cant de Simeó, veus, cor i orquestra (1981).
- Càntic de Débora, oratori (1976).
- Càntic dels tres joves al mig del foc (1975).
- Cants I, per a dos conjunts de corda(1960).
- Cants II, per a orquestra (1965).
- Concerto per deux violini, viola, violoncello ed orchestra (1931).
- Concert per a violoncel i orquestra (1943).
- Entremesos, ballet (1953?).
- Estances, per a baríton i orquestra (1967), lletra de Carles Riba. Conté: Vora el torrent que fuig; Illes del somi; L'impossible desig; Rosa; Hem estat com la get)
- Flauta de Jade I i II, per a veu i orquestra (1968), lletres de J. Carner i Marià Manent.
- El fotògraf, ballet (1943?).
- Humoresca (1984).
- La inútil ofrena, lletra de J. Carner (1923).
- Jocs a l'aire lliure, per a orquestra (1986).
- Jocs d'infants : cinc peces breus per a orquestra (1928).
- Jovenívoles, peces breus per a piano (1985).
- Ostinati, per a piano (1970).
- Quartet de corda, núm. 1 (1950).
- Quartet de corda, núm. 2 (1955).
- Quatre cançons per a veu i piano (1945), lletra de Jacint Verdaguer. Conté:Lo violí de Sant Francesc, Espines, Rosalia i La rosa de Jericó.
- Simfonia (1935). Dedicada a Juli Garreta.
- Sonata per a violí i piano, núm. 1 (1977).
- Sonata per a violoncel i piano, núm. 2 (1993).
- Suite en sol per a piano i corda.
- Suite pour cordes (1971).
- Tres cançons populars catalanes (1938). Conté: El maridet, L'enyor i Els tres tambors.
- Trio de cordes (1983).

### Edicions
- Concerto per deux violini, viola, violoncello ed orchestra. Paris: Maurice Senart, [ca. 1933].
- Idil·lis : per a veu i piano. Barcelona: Nausica, 2015.

### Textos
- Le chant populaire en Catalogne et la generation musical contemporaine.
- «Intermezzo culinaire». La Lettre, 10, 11-1956.
- Musique visuelle.
- Verdaguer i els musics.

## Reconeixements
- 1918 - Premi del VI Concurs d'Història de Catalunya atorgat per l'Associació Protectora de l'Ensenyança Catalana.
- 1928 - Premi de la Fundació Concepció Rabell per l'obra Jocs d'infants.
- 1932 - Premi Internacional Edward Garret Mac Collin de The Musical Fund Society de Filadelfia pel seu Concert per a 2 violins, viola, violoncel i orquestra, que estrenaren a Paris l'Orchestre Lamoureux i el Cuarteto Calvet.
- 1935 - Premi Juli Garreta de la Generalitat de Catalunya per l'obra Simfonia.[4]
- 1948 - Premi Nicolau dels Jocs Florals de la Llengua Catalana celebrats a Paris.
- 1975 - Premi del Concurs de Composició Simfònico-Coral de la Fundació Güell per l'obra Variacions per a violocel sol.[5]
- 1976 - Premi del Concurs de Composició Simfònico-Coral de la Fundació Güell per l'obra Càntic de Dèbora.[6][7]
- 1984 - Premi Isaac Albéniz de la Generalitat de Catalunya per l'obra Humoresca.